# Lúcio Venuleio Aproniano Otávio Prisco (cônsul em 123)
Lúcio Venuleio Aproniano Otávio Prisco (em latim: Lucius Venuleius Apronianus Octavius Priscus) foi um senador romano eleito cônsul em 123 com Quinto Articuleio Petino.

## Origem
Apesar de Ronald Syme ter sugerido que Prisco que Prisco seria filho de Lúcio Venuleio Montano Aproniano, cônsul sufecto em 92, Schied demonstrou que esta relação é pouco provável. Seja como for, Prisco era membro da classe patrícia. Além disto, não resta dúvida de que ele era o pai de Lúcio Venuleio Aproniano Otávio Prisco, cônsul sufecto por volta de 145 e cônsul em 168.

## Carreira
Depois de seu consulado, Prisco foi procônsul da Ásia, um posto considerado o ápice de uma carreira senatorial vitoriosa (assim como a África) entre 138 e 139.